# Beyenburger Brücke
Die Beyenburger Brücke (auch Beyenburger Wupperbrücke oder Wupperbrücke Kurvenstraße) ist eine Straßenbrücke über die Wupper auf der Stadtgrenze von Wuppertal zu Schwelm. Gleichzeitig ist die Besiedlung an der Brücke auch ein Wuppertaler Ortsteil. Der erste nachgewiesene Vorgängerbau war seit dem Spätmittelalter (1336) eine wichtige Station und Kontrollstelle auf der bedeutenden alten Handelsstraße von Köln über Dortmund nach Soest, dem Heerweg Köln–Dortmund. Der Weg wurde auch als bedeutender Pilgerweg (Jakobsweg) und Heerstraße genutzt. Erst zu Beginn der Neuzeit verlor die Brücke an überregionaler Bedeutung.

## Topografie
Die Brücke verbindet den Wuppertaler Ortsteil Beyenburg im Stadtbezirk Langerfeld-Beyenburg auf der südlichen linken Flussseite mit dem auf der nördlichen Seite gelegenen Schwelm. Über sie führt die Straße Kurvenstraße und trifft dann auf Schwelmer Boden auf die Kreuzung Wupperstraße, Beyenburger Straße und Straße Porta Westfalica. Die Wupperstraße führt nach Westen entlang der Wupper nach Langerfeld. Die Porta Westfalica führt nach Osten zum Beyenburger Ortskern und überquert dort ebenfalls die Wupper. Die Wupperstraße und die Beyenburger Straße sind ein Teil der Landesstraße 527. Die Kurvenstraße, die südlich in die Straße Windfoche übergeht, ist Teil der Landesstraße 411. Die Brücke befindet sich in Tallage der in Ost-West-Richtung fließenden Wupper.
Zu den nördlich und südlich gelegenen Höhenzügen beträgt der Höhenunterschied mehr als 100 Höhenmeter. Bedingt durch die Anstiege sind die in Nord-Süd-Richtung abgehenden Beyenburger Straße und Kurvenstraße zur Vermeidung großer Steigungen sehr kurvig. Dies äußert sich auch im Namen der Kurvenstraße. Die mittelalterliche Altstraße besaß leicht abweichend von den heutigen Straßen einen geraderen Verlauf, von denen zum Teil südlich der Wupper noch Hohlwegspuren erhalten sind.
Die Wupper ist an dieser Stelle die Grenze zwischen den Städten Wuppertal und Schwelm, zwischen den Regierungsbezirken Düsseldorf und Arnsberg, dem Rheinland und Westfalen und war schon im Mittelalter Grenze zunächst zwischen den Franken und Sachsen und später zwischen Berg und Kurköln, später zwischen dem Herzogtum Jülich-Berg und der preußischen Grafschaft Mark. Sie war und ist die Grenze zwischen Rheinland und Westfalen. Daher der Name Porta Westfalica, das Tor zu Westfalen, der sich auf einen Durchbruch der Beyenburger Straße durch einen kleinen Höhenrücken nahe der Brücke übertrug. Im Mittelalter nutzten nur Reiter und Fußgänger den direkten Weg über diesen Höhenrücken. Karren nutzten einen weniger steilen Umweg über Brambecke und Weuste nach Vesterberg. Nördlich von Weuste sind deutliche Hohlwegspuren im Waldgelände zu erkennen.

## Geschichte

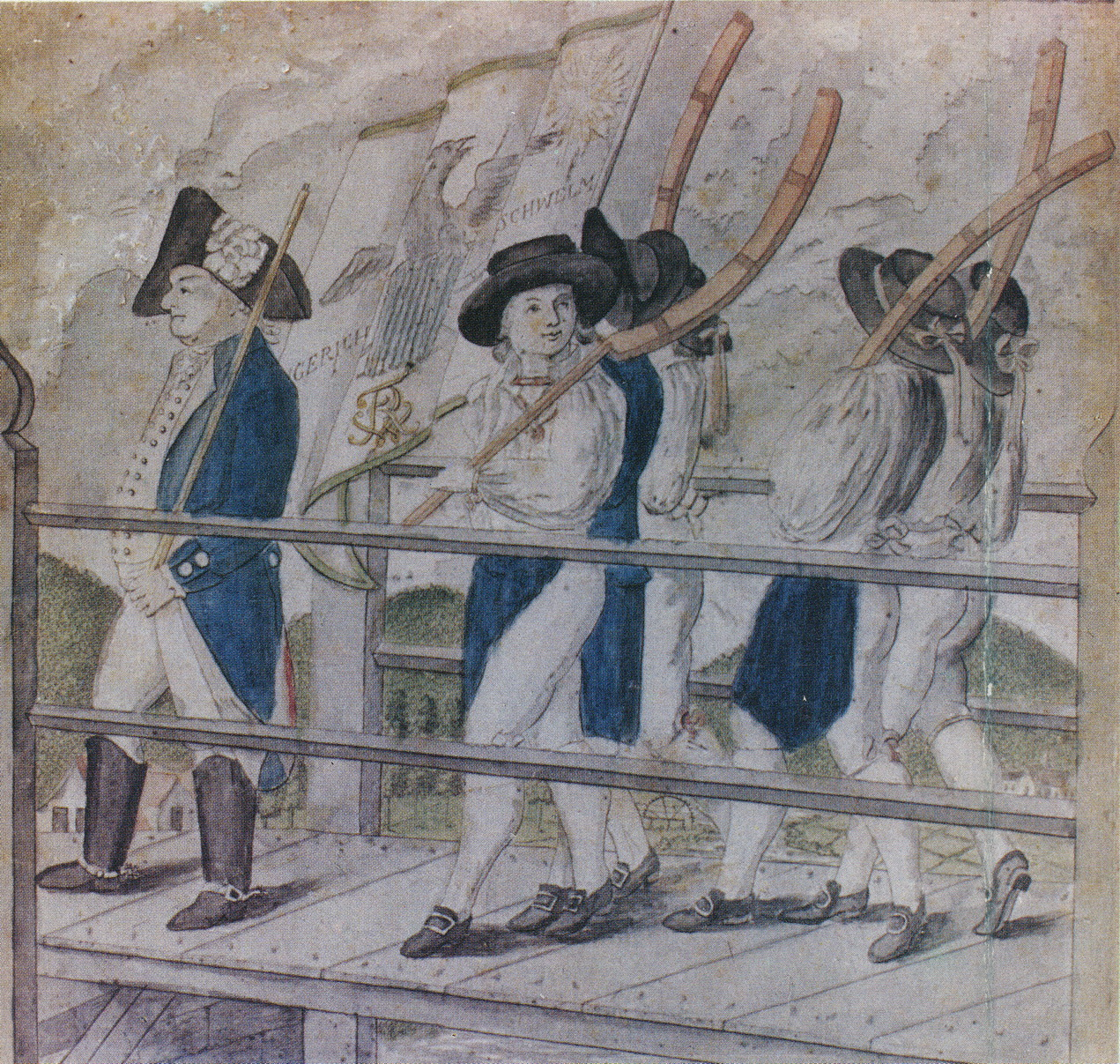
Beyenburger Brücke,
Kupferstich von Friedrich Christoph Müller (1788)

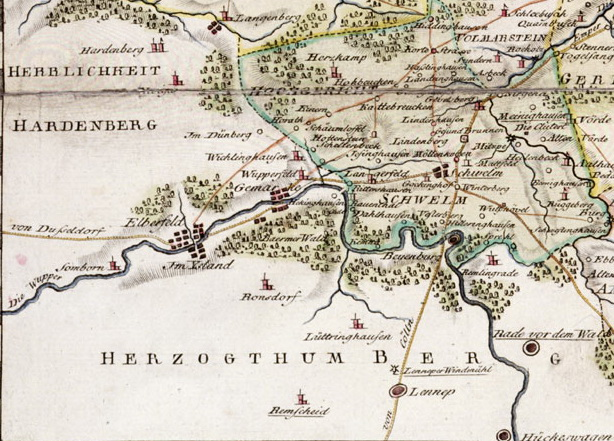
Ausschnitt einer Karte der Grafschaft Mark von Friedrich Christoph Müller (1791)

Früh entstand die Handelsstraße von Köln nach Dortmund. Im Wuppertal bildeten sich hier an dem Weg die ältesten Ansiedlungen. Ab der Zeit der Karolinger (8. bis 9. Jahrhundert) war die Kapelle und späteren Kirche am Hofgut Steinhaus ein beliebter Wallfahrtsort (1811 abgerissen). Die Brüder des Kreuzherrenordens, die 1298 auf Einladung des Grafen von Berg hier herkamen, zogen es aber vor, sich nicht an dieser belebten Fernstraße anzusiedeln, sondern auf dem nahe gelegenen Beyenberg im Wuppermäander, wo die Mönche das neue Kloster Steinhaus errichteten.
Die Bedeutung dieser Altstraße äußert sich darin, dass es im Mittelalter nur wenige Brücken gab. Zahlreiche Spuren dieser Straße sind in Form mehrerer Hohlwege zu finden, vor allem auf der Kuppe des Bergsporns an dem nördlichen Ende der Brücke bei Vesterberg. Das enge Tal der Wupper bereitete ein beträchtliches Hindernis für den Querverkehr. Auf beiden Seiten stoßen, von tief eingerissenen Seitentälern begleitet, Ausläufer der Remscheider und Radevormwalder Hochfläche gegen das Beyenburger Tal der Wupper vor und fallen steil zum Fluss hin ab. Nur an der Stelle der Beyenburger Brücke sind die Hänge weniger schroff.
Die Burg Beyenburg, die urkundlich schon um 1336 erwähnt wurde, diente unter anderem dem Schutz der Wupperbrücke und des Beyenburger Klosters. Sie war Eigentum des Grafen von Berg und Amtssitz des Amtmanns des Amtes Beyenburg. Sie ist heute nicht mehr erhalten und wurde im Dreißigjährigen Krieg zerstört und wurde 1729 als zerfallen beschrieben.
Im Schatzbuch der Grafschaft Mark taucht der Schwelmer Ortsteil Beyenburgerbrücke als Straßensiedlung erstmals 1486 unter der Bezeichnung „vor der Bruggen“ auf. Die Brücke selbst wird erstmals 1336 erwähnt. Sie wird mehrmals als Verhandlungsstätte und Tagungsort auf der bergisch-märkischen Grenze zwischen der Grafschaft Mark und dem Herzogtum Berg in mehreren Quellen aus dem 14. und 15. Jahrhundert erwähnt. Beispielsweise schlug der bergische Landdrost auf ihr für den 11. August 1470 die Schlichtung eines Streitfalles zwischen seinem Landesfürsten und dem Herzog von Kleve vor.
Durch beiläufige Mitteilungen lässt sich erkennen, dass die Brücke zur Steinhausener Kapelle gehörte und der Kirchmeister Brückenzoll erhob und die Aufgabe hatte, den Bau auszubessern oder wiederherzustellen. So waren hier 1811 für einen einspännigen Wagen zwei Stüber, für ein zwei- oder dreispänniges Fuhrwerk drei und vier Stüber vom Fuhrmann zu entrichten. Der Kirchmeister beklagte 1550 die Baupflicht als „hochbeschwerlich“ und trauerte einer Zeit der Wallfahrten nach. In dieser Zeit war das 120-Fache an Zoll zu erzielen. Hochwasser und Eisgang führten im Mittelalter häufig zu Beschädigungen an Brücken und anderen Bauwerken an den Flüssen. Der genaue Zeitpunkt, ab wann die Brücke unter die Obhut der Brüder des Kreuzherrenordens kam, ist nicht belegt. Wahrscheinlich wurde sie, wie die Kapelle und der Bauplatz des späteren Klosters, von der bergischen Herzogsfamilie an sie verschenkt. Vermutlich kam es zu dem Besitzwechsel erst im 15. Jahrhundert, da der bergische Drost Johann Quade noch 1438 Ausgaben für den Brückenbau auf seiner Rechnung aufführt.
Ein Gasthof, der unter dem Namen „Porta Westfalica“ bekannt war, bestand seit mindestens dem 15. Jahrhundert auf der Schwelmer Seite nahe der Brücke. Der Hotelbetrieb wurde 1980 eingestellt und der Gasthof wurde 1991 geschlossen, seitdem wird das Gebäude als Wohnhaus und Versammlungsstätte genutzt. Auf der gegenüberliegenden Seite der Siedlung „vor der Bruggen“ (also auf der heutigen Wuppertaler Seite) sind zwei Häuser 1547 belegt, „vur der Brucke“ und weiter oberhalb am Hang „Bruggeberg“. Wahrscheinlich bestanden sie wie die Siedlung auf der nördlichen Seite schon 1486. Ein Wirtshaus, später „Bergischer Hof“ genannt, unmittelbar an der Brücke ist fünfzig Jahre später belegt. Zu beiden Seiten der Brücke standen 1812 nun zehn Häuser, deren Bewohner als Fuhrleute, Pferdetreiber, Gastwirte, Bierbrauer und Schnapsbrenner von der Straße lebten. Da die Brücke je eine Tagesreise von Köln und Dortmund entfernt war, wurde die Siedlung Beyenburgerbrücke zu Rastplatz und Herberge.
1563 wird von einer ersten steinernen Brücke berichtet, sie bestand bis 1782. Danach wurde wieder eine hölzerne Brücke errichtet. Der auf dem Kupferstich von Müller abgebildete Zunftmeister Jakob Wylich wohnte in den Häusern direkt hinter der Brücke neben dem Gasthof. Mit Bleicherpike und in Festtracht führt er die Schwelmer Bleicher an, die in Barmen arbeiteten, nach Schwelm, um den dort am 9. Juni 1788 weilenden König von Preußen Friedrich Wilhelm zu begrüßen und für die Subventionen für die Industrieförderung in Schwelm zu werben.

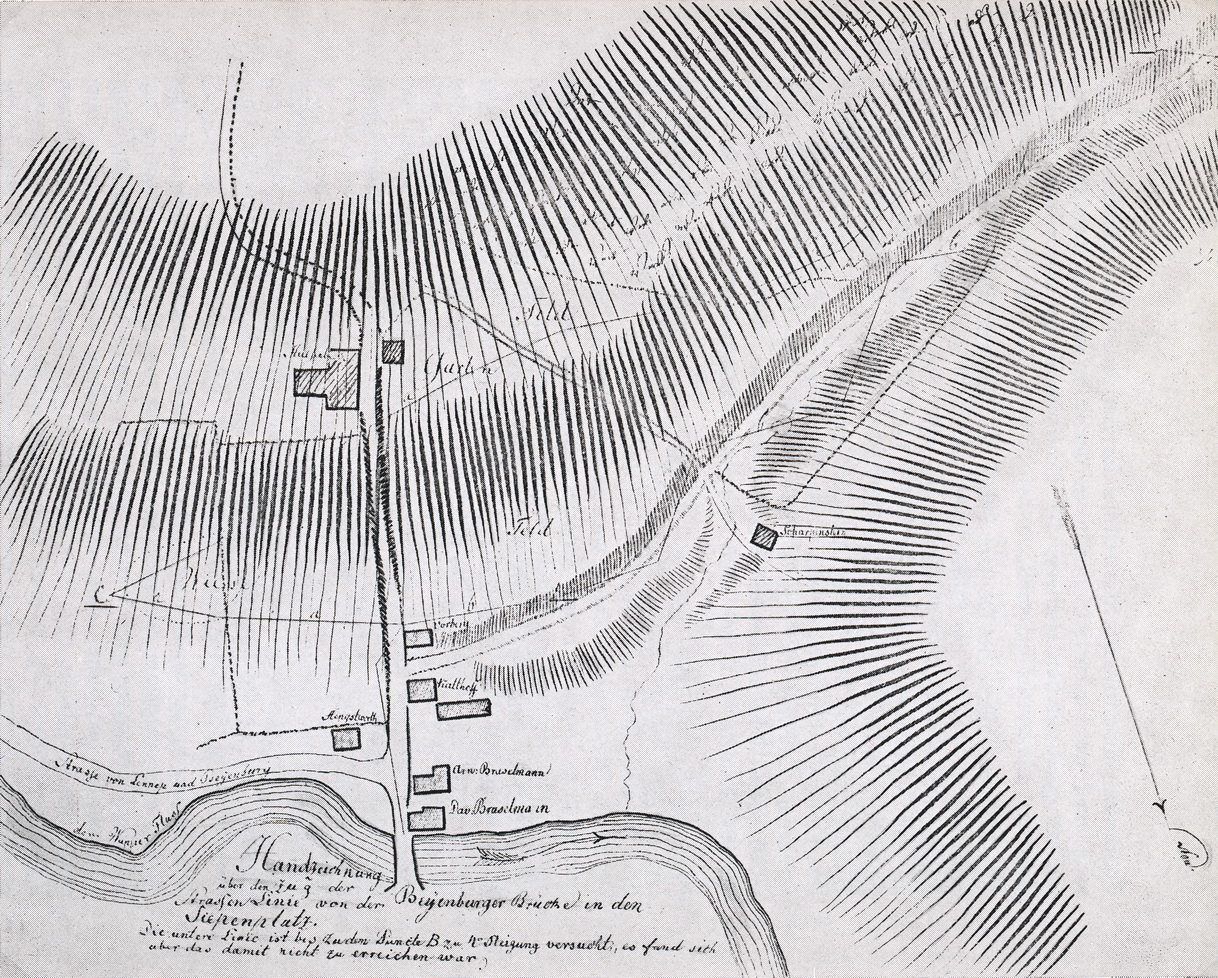
Karte zur Planung der befestigten Straße

Als das Herzogtum Berg und die Grafschaft Mark 1806/07 unter französische Herrschaft fielen, wurden zahlreiche befestigte Straßen geplant. Bis dahin war allein die Chaussee Düsseldorf–Elberfeld–Schwelm–Hagen–Unna die einzige befestigte Durchgangsstraße auf heutigem Wuppertaler Raum. So wurde auch die Strecke Lennep–Schwelm geplant, die 1813 bis zur Beyenburger Brücke vollendet wurde. Der nördliche Teilabschnitt wurde nach dem Zusammenbruch der französischen Herrschaft von der preußischen Verwaltung fertiggestellt. Der Trassenverlauf wurde gegenüber den alten Hohlwegen ein wenig hier und da verändert. Damit war die Kurvenstraße eine der ersten befestigten Straßen in der weiteren Umgebung. Bei dem Bau wurde am nördlichen Ufer (also auf den heutigen Schwelmer Gebiet) ein felsiger Berg durchgebrochen. Es entstand dadurch ein Felsentor, das später die treffende Bezeichnung „Porta Westfalica“ erhielt. Das Tor wurde auch „Napoleonstor“ vom Volksmund genannt, angeblich hatte Napoléon seine Truppen hier durchgeführt. Das Felsentor wurde 1929 gesprengt, als man eine Buslinie zwischen Schwelm und Beyenburg einrichtete.
1815/16 lebten 60 Einwohner im Ort. 1832 war Beyenburger Brücke weiterhin Teil der Honschaft Walbrecken, die nun der Bürgermeisterei Lüttringhausen angehörte. Der laut der Statistik und Topographie des Regierungsbezirks Düsseldorf als Weiler bezeichnete Ort wurde Beienburgerbrücke genannt und besaß zu dieser Zeit fünf Wohnhäuser, sechs landwirtschaftliche Gebäude und zwei Fabrikationsstätten. Zu dieser Zeit lebten 59 Einwohner im Ort, zwei katholischen und 57 evangelischen Glaubens.
Eine Anbindung Beyenburgs an Barmen im Westen mit einer befestigten Straße, der heutigen Wupperstraße, erfolgte erst 1860. Sie wurde von der Papierfabrik Erfurt und Sohn KG gefördert.
Ein Nachfolgebau der ersten Steinbrücke wurde im Zweiten Weltkrieg zerstört. 1951 wurde sie wieder hergestellt. Die Landesstraße 414 wurde 1967 angelegt.
Anmerkungen
1. ↑  Das Hofgut wurde erstmals 1189 erwähnt
2. ↑  Am Kamin ist die Jahreszahl 1472 vermerkt
3. ↑  Siehe Kupferstich von Friedrich Christoph Müller (1788)